# Boldklubben Union
 For alternative betydninger, se Boldklubben Union (flertydig). (Se også artikler, som begynder med Boldklubben Union)
Boldklubben Union eller BK Union er en fodboldklub stiftet 2. juli 1900 som Nordvestkvarterets Kristelige Ungdomsforenings Boldklub. Klubben har hjemsted i Københavns Nordvestkvarter. I 1911 flyttede klubben ind i det af Københavns Kommune opførte klubhus for Fælledklubberne i Københavns Idrætspark og flyttede i foråret 1955 til Genforeningspladsen.

## Organisatorisk tilhørsforhold
Boldklubben Union har siden 1910 hørt under DBU København, der indtil 1. februar 2011 hed Københavns Boldspil-Union. 

## Historie

### N.K.U.B. (Nordvestkvarterets Kristelige Ungdomsforenings Boldklub)
Boldklubben Union var i de første 50 år af sin tilværelse en Fælledklub med speciel tilknytning til Nordvestkvarteret; ved stiftelsen den 2. juni 1900 fik den navnet N.K.U.B. (Nordvestkvarterets Kristelige Ungdomsforenings Boldklub), og dens første formand hed Oscar Bremer. Første klubdragt helt hvid – kontingentet 10 øre per sommermåned, 5 øre per vintermåned. To ugentlige træninger på Fælleden – efter dagens træningskamp samledes man til bøn og sang. Om søndagen trænede man i Søndermarken eller på Grøndalssletten, og som regel mødte 20-25 frem.
Allerede i 1902 skifter man formand til Poul Brinck. Samtidig ændres klubdragten til hvid lærredsbluse med rød, nedadbøjet krave og røde manchetter og mørke benklæder. Man får sit første klublokale for enden af et drivhus i Nørre Alle, sikkert ikke uden grund kaldet ”Rottereden”.
Første kamp er 4. juli 1902 mod Nazareth Sogns Boldklub (K.F.U.M.-klub) – dem tabte man 1-7 til. Næste år rykker man til eget hus, et lysthus på Tagensvej.

### Navnet Union
I 1906 meldte klubben sig ind i KBU – hvor man lægger ud mod Melchioranerklubben og taber 1-5. I 1910 bliver klubben en slags fællesklub for hele Nørrebros sogneforeninger under K.F.U.M. og antog navnet "N.K.U.B. Union" , og man tilmelder sit første juniorhold. I 1911 skiftede man dels trøjefarve til blå, dels flyttede klubben 30. april ind i det af Københavns Kommune opførte klubhus for Fælledklubberne i Københavns Idrætspark – lejede det mindste lokale, for meget hurtigt efter massiv medlemstilgang at flytte til et større i stueetagen. Endelig i 1912 får man sin nuværende klubdragt indført – rød trøje, hvide bukser. Op til sæson 1913-14 tager man det drastiske træk at beslutte ikke at ville tilmelde seniorholdet til turneringen – man følte man var for dårlig. Det sker samtidig med, at man beslutter at åbne klubben for alle, og skifte navn til Boldklubben Union. Heldigvis besinder man sig - klubben er ellers i KBUs årsberetning noteret for at have udmeldt sig per 25. maj 1913 efter i sæson 12/13 at have deltaget i BI, BII, Junior II og Junior III. Alligevel deltager man i sæsonen 13/14 med senior i B II og B III samt i Junior II (bliver tilmed nr. 2 her efter KB) og i Junior III.

### Samarbejdet Firkanten
I 1923 danner Union sammen med HB, Borup og Viktoria samarbejdet "Firkanten", senere betegner de sig Fællesklubberne - der med sit udvalgte hold møder især andre "sammenslutninger". I 1933 skulle man faktisk efter reglerne rykke ned i B-rækken. Men 7 ordinære medlemmer af KBU - Borup, HB, HIK, KFUM, Union, Viktoria og ØB - får gennemført en ekstraordinær Generalforsamling hos KBU 17. august 1933 med det ene punkt på dagsordenen : "udvidelse af A-rækken med Boldklubben Union". De 7 forslagsstillere ville meget gerne have haft en fælleshenvendelse fra samtlige A- og B-række klubber, men havde ikke kunnet opnå enighed om det. Men det lykkes at få KBUs Generalforsamling til at vedtage, at Union kan forblive i A-rækken. Nogle år forinden havde Union måttet lukke ungdomsafdelingen – heldigvis kun midlertidigt, for i 1934 får man gang i ungdomsarbejdet igen.

### Sammenslutningen "De fire"
I en del år havde HB, Viktoria, Borup og Union været sammen i Fællesklubberne – et samkvem af såvel sportslig som økonomisk art – men det blev aldrig en stor succes. I 1947 var Union med til at starte sammenslutningen ”De fire” – de 3 andre var Als, Borup og Ryvang. De afholdt et årligt arrangement i Idrætshuset med underholdning og bal, i 1948 trådte Ryvang ud, men erstattes af Tria.

### Genforeningspladsen
Fælledparken var i længden ikke det ideelle sted - storklubberne, der omkransede Fælleden, tog alt det unge materiale. Man søgte kontakt med Københavns idrætspark om at flytte ind på Genforeningspladsen, hvor N.K.U. var placeret. Man enedes om at genoptage det samarbejde, der i sin tid var meget frugtbart for Union. N.K.U.s ledelse og medlemmer trådte i Union fra sæsonen 1950-51, og dette var af stor værdi for ungdomsafdelingen; det kneb mere med værdien for seniorafdelingen, idet det var svært for ynglinge, når de som seniorer skulle flytte til Fælleden at finde sig til rette der - det var ligesom der var to slags spillere i klubben.
Derfor tog man springet og flyttede i foråret 1955 hele klubben til Genforeningspladsen, hvor Union i L.P. Scheuer fik en leder i det eksisterende klubhus, som man kendte fra mangeårigt samarbejde. Ved flytningen til Genforeningspladsen fik Union et helt område for sig selv, og tilgangen især af ungdom var så stor, at det kneb med at være der, selvom man indtil Bella Centret (senere GrøndalsCentret) blev bygget disponerede over en udmærket bane der. Svend Boldt gjorde et ihærdigt arbejde for at få Brandmarken indhegnet og gjort anvendelig som ungdomsbane. Truslen om at miste denne ekstra bane hænger i luften i mange år, en overgang i starten af 1970erne drøfter man sammenslutning med Tingbjerg IF og udflytning til deres baner. Men Tingbjerg IF vælger i stedet Brønshøj BK som den, man vil gå sammen med.
I stedet allierer Union sig med den tilstedeværende tennisklub på Genforeningspladsen – ATK (Arbejdernes tennis klub). 1972 er man nået så langt, at der projekteres cafeteria og mødelokaler, men det går langsomt. Der indføres et offentlig byggestop og så er der bøvl med Fredningsnævnet. Og Brandmarken vil Kommunen opføre Politistation på. Klubhuset udbygges i 1980erne, før det i 1986 erstattes af et nyt og større.

### Nyt klubhus
Og i 2013 opførtes et helt nyt klubhus, og det gamle rives ned.

## Union formænd gennem tiderne
Her fremgår en liste over klubbens formænd gennem tiderne.
| År        | Formand              | År        | Formand             |
| --------- | -------------------- | --------- | ------------------- |
| 2004-     | Bo Sten Hansen       | 1945-1949 | Hans Hannibal       |
| 2004-2004 | Henrik Danielsen     | 1940-1945 | Bernhard Persson    |
| 1995-2004 | Frank Hammerum       | 1936-1940 | Svend Boldt         |
| 1994-1995 | Henrik Danielsen     | 1934-1936 | Henning Simmelhag   |
| 1991-1994 | Mikael Pedersen      | 1931-1934 | Emil Rasmussen      |
| 1989-1991 | Michael Christiansen | 1930-1931 | Marinus Bernikow    |
| 1988-1989 | Leo Lindqvist        | 1928-1930 | Engbæk Andersen     |
| 1986-1988 | Henrik Danielsen     | 1926-1928 | Espen Hansen        |
| 1982-1986 | Michael Christiansen | 1923-1926 | Erik Strøm          |
| 1976-1982 | Henrik Ravnild       | 1920-1923 | Bernhard Persson    |
| 1972-1976 | Henrik Danielsen     | 1915-1920 | Volmer Christiansen |
| 1968-1972 | Ejnar Jensen         | 1914-1915 | Bernhard Persson    |
| 1964-1968 | Svend Boldt          | 1907-1914 | Johan Kjær          |
| 1963-1964 | Tommy Christiansen   | 1905-1907 | Harald Nielsen      |
| 1952-1963 | Svend Boldt          | 1902-1905 | Poul Brinck         |
| 1949-1952 | Erik Simonsen        | 1900-1902 | Oscar Bremer        |

## Resultater

### Pokalturneringen
Boldklubben Union har været repræsenteret 5 gange i den landsdækkende turnering DBU pokalen.
Hvor den højeste placering klubben har nået var sæsonen 1982/1983, hvor Union nåede helt til 3. runde før de måtte se sig slået 0-5 af Kolding IF.
| År        | Runde | Kamp                    | Resultat |
| --------- | ----- | ----------------------- | -------- |
| 2019/2020 | 2     | BK Union - AC Horsens   | 0-2      |
| 2019/2020 | 1     | BK Union - B93          | 1-0      |
| 2018/2019 | 1     | Hundested IK - BK Union | 6-0      |
| 1996/1997 | 1     | BK Union - Helsingør IF | 1-6      |
| 1982/1983 | 3     | BK Union - Kolding IF   | 0-5      |
| 1982/1983 | 2     | BK Sylvia - BK Union    | 1-2      |
| 1982/1983 | 1     | BK Union - BK Posten    | 7-1      |
| 1975/1976 | 1     | BK Hero - BK Union      | 5-1      |

## Hæder og priser

### Hæder og priser modtaget af BK Union medlemmer
| Årstal | Pris                      | Uddeler       | Modtager           |
| ------ | ------------------------- | ------------- | ------------------ |
| 2019   | DBU Københavns Guldemblem | DBU København | Henrik Ravnild     |
| 2015   | Årets ungdomsleder        | DBU København | John Emil Wiinberg |
| 2015   | DBU Københavns Sølvemblem | DBU København | Frank Hammerum     |
| 2000   | DBU Københavns Sølvemblem | DBU København | Henrik Danielsen   |
| 2000   | DBU Københavns Sølvemblem | DBU København | Leo Lindquist      |

### Æresmedlemmer i klubben
| Navn             |
| ---------------- |
| Svend Boldt      |
| Henrik Danielsen |
| Bent Iversen     |
| Svend Kristensen |
| Ernst Westermann |
| John Jensen      |
| Kurt Kristensen  |
| Hans Lauersen    |
| Paul Lennholm    |
| Lars Jeppesen    |

### Årets senior spiller
| år   | navn                  |
| ---- | --------------------- |
| 2010 | Thomas Søgaard Lynge  |
| 2009 | Casper Dam            |
| 2008 | Kim “Michi” Michelini |
| 2007 | Vedat Bardak          |
| 2006 | Michael Johansen      |
| 2005 | Thomas Jensen         |
| 2004 | Paw Hansen            |

### Årets ungdomsleder
| år   | navn                        |
| ---- | --------------------------- |
| 2009 | Morten Kristensen           |
| 2008 | David Toni Lindholm Nielsen |
| 2007 | Jonas Ostenfeldt            |
| 2006 | Lasse Sluth                 |
| 2005 | Benjamin Feldvoss           |
| 2004 | Henrik Hansen               |
| 2003 | Jørn Sonne                  |
| 2002 | Claus Banche                |
| 2001 | Jan Petersen                |
| 2000 | Jørn Sonne                  |

## Medlemstal

### BK Unions medlemstal gennem årene
I mange år opgav man ikke medlemstal opgjort på de enkelte klubber, men fra 1950 til dato har man hvert år offentliggjort de enkelte klubbers medlemstal.
Enkelte år er der ikke angivet tal i KBUs årsberetning (f.eks. 1953/54)
| Årstal | Antal medlemmer | Årtal | Antal medlemmer | Årstal | Antal medlemmer | Årstal | Antal medlemmer | Årstal | Antal medlemmer | Årstal | Antal medlemmer | Årstal | Antal medlemmer | Årstal | Antal medlemmer |
| ------ | --------------- | ----- | --------------- | ------ | --------------- | ------ | --------------- | ------ | --------------- | ------ | --------------- | ------ | --------------- | ------ | --------------- |
| 2018   | 521             | 2017  | 489             | 2016   | 481             | 2015   | 474             | 2014   | 444             | 2013   | 457             | 2012   | 552             | 2011   | 622             |
| 2010   | 483             | 2009  | 365             | 2008   | 306             | 2007   | 288             | 2006   | 323             | 2005   | 275             | 2004   | 309             | 2003   | 308             |
| 2002   | 298             | 2001  | 285             | 2000   | 276             | 1999   | 375             | 1998   | 326             | 1997   | 291             | 1996   | 228             | 1995   | 148             |
| 1994   | 249             | 1993  | 237             | 1992   | 254             | 1991   | 225             | 1990   | 203             | 1989   | 163             | 1988   | 125             | 1987   | 196             |
| 1986   | 199             | 1985  | 357             | 1984   | 343             | 1983   | 343             | 1982   | 252             | 1981   | 289             | 1980   | 295             | 1979   | 260             |
| 1978   | 329             | 1977  | 316             | 1976   | 312             | 1975   | 225             | 1974   | 229             | 1973   | 226             | 1972   | 263             | 1971   | 259             |
| 1970   | 257             | 1969  | 267             | 1968   | 258             | 1967   | 246             | 1966   | 238             | 1965   | 274             | 1964   | 281             | 1963   | 311             |
| 1962   | 320             | 1961  | 304             | 1960   | 307             | 1959   | 295             | 1958   | 291             | 1957   | 270             | 1956   | 386             | 1955   | 303             |
| 1954   | Ingen data      | 1953  | 303             | 1952   | 409             | 1951   | 386             | 1950   | 197             |        |                 |        |                 |        |                 |

## Samarbejdsklubber
Boldklubben Union indgik i april 2011 en samarbejdsaftale med Brøndby IF.

## Ekstern henvisning
- Boldklubben Unions officielle hjemmeside